# Suillellus comptus
Bolet terne, Bolet orné
Espèce
Statut de conservation UICN

 DD  : Données insuffisantes
Suillellus comptus, le Bolet terne, anciennement Boletus comptus, est une espèce rare de champignons (Fungi) basidiomycètes du genre Suillellus dans la famille des Boletaceae. Il est caractérisé par son pied typiquement ponctué orné tout en haut d'un très court réseau, mais aussi sa grande variabilité d'apparence.

## Taxonomie
Le nom correct complet (avec auteur) de ce taxon est Suillellus comptus (Simonini) Vizzini, Simonini & Gelardi, 2014.
L'espèce a été initialement classée dans le genre Boletus sous le basionyme Boletus comptus Simonini, 1993.

### Phylogénie
Décrit à l'origine comme une espèce de Boletus en 1993, il a été transféré au genre Suillellus en 2014.

### Noms vulgaires et vernaculaires
Ce taxon porte en français les noms vernaculaires ou normalisés suivants : bolet terne, bolet orné.

## Description du sporophore

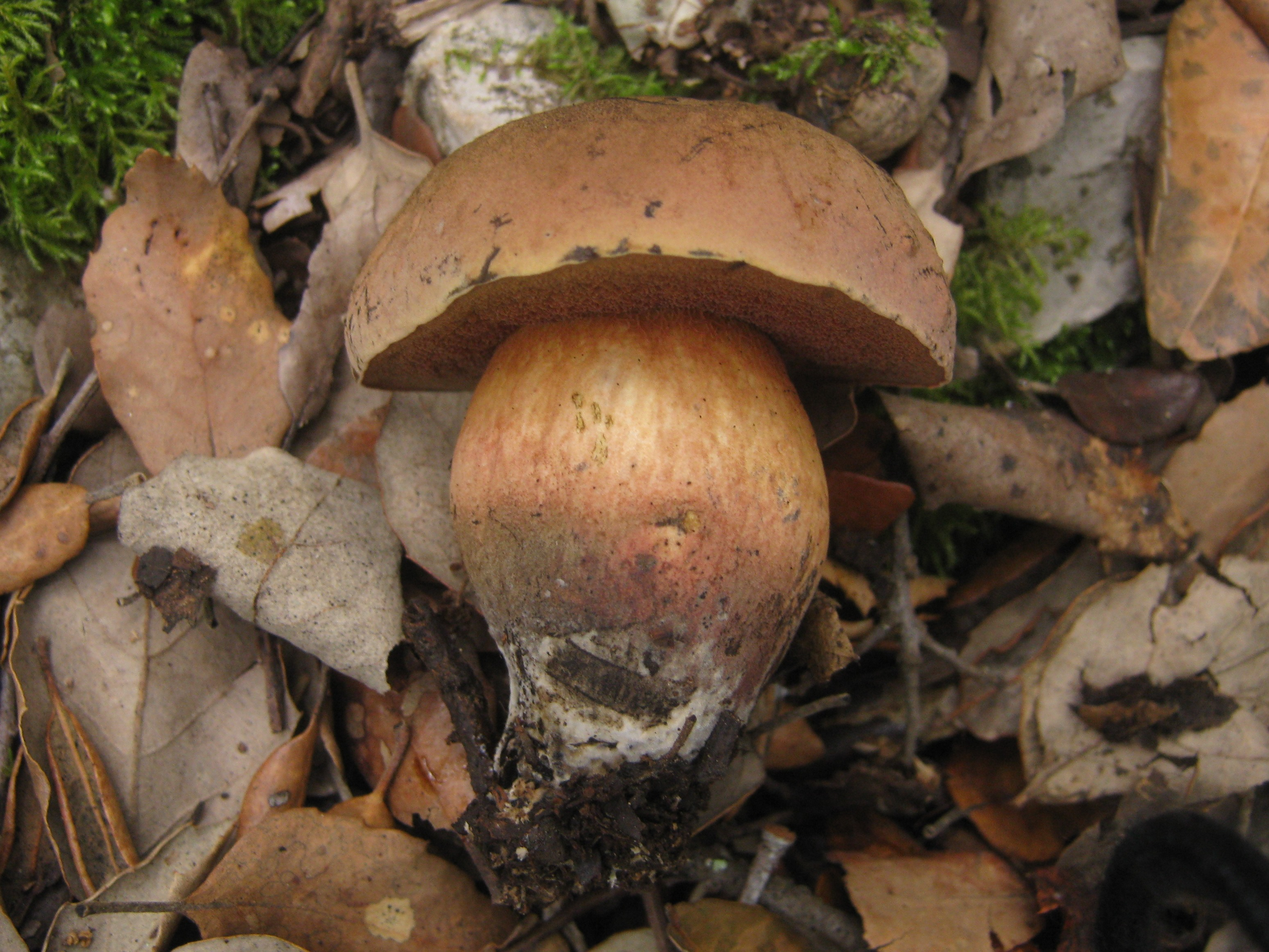
Sporophore de S. comptus au Portugal.

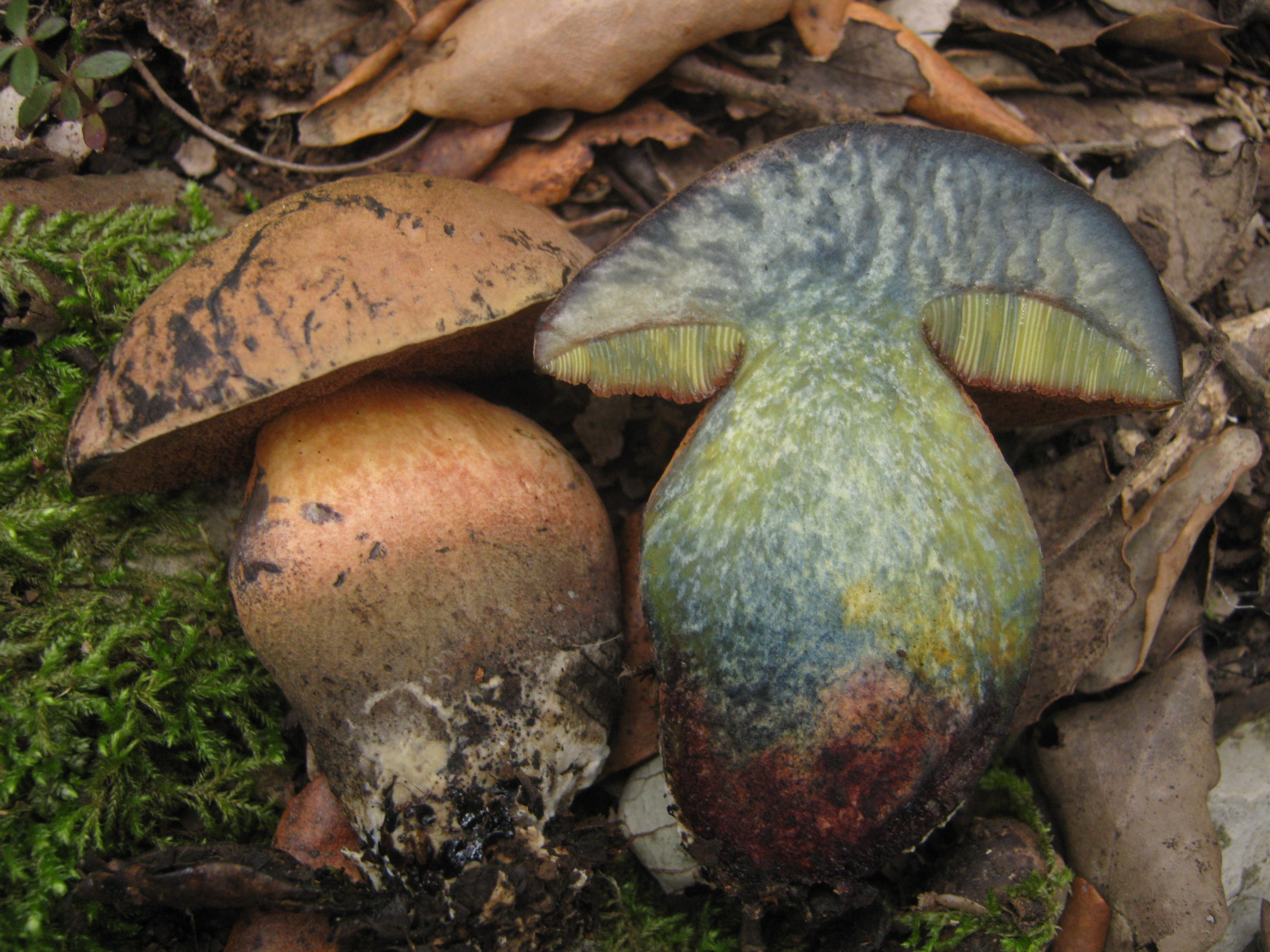
Coupe verticale de S. comptus.

Les bolets sont des champignons dont l'hyménophore, constitué de tubes et terminés par des pores, se sépare facilement de la chair du chapeau. Ce chapeau d'abord rond, recouvert d'une cuticule, devient convexe à mesure qu’il vieillit. Ils ont un pied (stipe) central assez épais et une chair compacte. Les caractéristiques morphologiques de Suillellus comptus, le Bolet orné, sont les suivantes :
Son chapeau mesure jusqu'à 9 cm, il est de couleur brune, gris à rouge saumon, généralement avec des teintes roses ou olivâtres plus ou moins développées, par endroits tacheté de brun rougeâtre.
L'hyménophore présente des pores oranges, brunes à saumon.
Son stipe est typiquement fusiforme ou radicant. De couleur jaunâtre, orangeâtre, rougeâtre ou saumon, orné majoritairement de ponctuations hormis parfois un court réseau vers le haut du pied. La surface de la base du stipe est souvent teintée de couleur betterave.
La chair est jaune, bleuissante, sa saveur est douce. Son odeur n'est pas distinctive.
Tout comme Suillellus mendax, S. comptus se confond macroscopiquement avec Suillellus luridus (et S. mendax par la même occasion) de par sa grande variabilité d'apparence.

### Caractéristiques microscopiques
Ses spores mesurent 10,5 à 13,5 μm x 4,5 à 6 μm avec un ratio de 1,8 x 2,2.

## Habitat et distribution
C'est une espèce ectomycorhizienne, méditerranéenne, poussant sous Quercus en terrain calcaire, généralement sur des sols sablonneux. Elle est recensée en Chypre, en Espagne, en France, en Italie, en Grèce et en Iran.

## Statut de conservation

### Régional
- Midi-Pyrénées : classement de cette espèce en catégorie VU (Vulnérable) au niveau régional[8].

## Comestibilité
Comme le Bolet blafard, le Bolet terne est comestible à condition de prendre la précaution de bien le cuire car il est toxique s'il est consommé cru ou mal cuit. De par sa difficulté d'identification et sa grande rareté, qui devrait de toutes façons inciter à ne pas le rechercher à des fins des consommation, il ne fait l'objet d'aucune consommation traditionnelle ou occasionnelle, de sorte qu'il est à considérer comme sans intérêt alimentaire .

## Confusions possibles
- Le Bolet blafard (Suillellus luridus), s'en distingue principalement par sa chair jaune (et non orange à rouge) lorsque les tubes sont enlevés, ainsi que par le réseau qui est peu développé chez S. comptus. Comestible cuit, toxique cru.
- Le Bolet de Quélet (Suillellus queletii), est plus délicat à différencier. Il présente également une surface subhyménophorale jaune. S. queletii présente cependant rarement un chapeau coloré dans la gamme de couleur de S. comptus, de plus sa surface est normalement finement veloutée, et non pas généralement lisse comme chez S. comptus[4]. Comestible cuit, toxique cru.
- Le Bolet menteur (Suillellus mendax), aux teintes plus rouges et au réseau généralement un peu plus développé. Comestible cuit, toxique cru.
- Le Bolet des loups (Rubroboletus lupinus), aux pores généralement plus rouges et sans teinte betterave à la base. Toxique.
- Le Bolet à pied jaune (Neoboletus xanthopus), sans aucune trace de réseau et généralement sans teintes roses. Comestible cuit, toxique cru.